# Melanie von Sass
Melanie von Sass (* 1976 in Starnberg) ist eine deutsche Schauspielerin.

## Leben und Leistungen
Sass wuchs in Feldafing im Bayerischen Oberland auf, studierte nach ihrem Abitur zunächst zwei Semester Theaterwissenschaften in München und begann 2000 ihr Schauspielstudium an der Otto-Falckenberg-Schule in München. Während ihres Studiums wirkte sie an Produktionen der Münchner Kammerspiele, des Maxim Gorki Theaters Berlin und der Schlossfestspiele Ettlingen mit.
In der Spielzeit 2001/2002 war Melanie von Sass an den Münchner Kammerspielen in „Alkestis“ von Euripides (Regie: Jossi Wieler) zu sehen. In der Spielzeit 2002/2003 spielte sie zudem in „Heiliger Krieg“ von Rainald Goetz (Regie: Lars-Ole Walburg). In den Jahren 2004 bis 2006 war sie am Theater Konstanz engagiert, bevor sie nach Saarbrücken wechselte. Am Saarländischen Staatstheater war sie seitdem festes Ensemblemitglied. Jetzt ist sie als Coach tätig.